# Hellschen-Heringsand-Unterschaar
Hellschen-Heringsand-Unterschaar – miejscowość i gmina w Niemczech w kraju związkowym Szlezwik-Holsztyn, w powiecie Dithmarschen, wchodzi w skład związku gmin Büsum-Wesselburen.